# Michael Rechner
Michael Rechner (* 27. Mai 1980 in Mosbach) ist ein deutscher Fußball-Torwarttrainer sowie ehemaliger Torwart.

## Karriere
Als aktiver Fußballspieler entstammt Rechner der Jugend der SV Schefflenz, später wechselte er in die Juniorenabteilung des renommierten SV Waldhof Mannheim. In dieser Zeit absolvierte er auch drei Juniorenländerspiele für Deutschland. Sein Debüt gab er 1998 im Länderspiel in Nordirland (0:0). Ab 1999 stand Rechner beim Hamburger SV unter Vertrag, dort trainierte er bei der Profimannschaft unter anderem mit Hans Jörg Butt und spielte im U23-Team in der Regionalliga Nord. Es folgte 2001 ein Wechsel zum drittklassigen VfR Mannheim, ebenfalls in der Regionalliga (Südstaffel).
Nach 34 Spielen beim VfR kam Rechner 2002 erneut zurück zum SV Waldhof und spielte 7 Mal in der 2. Bundesliga und 2 Mal im DFB-Pokal. Jedoch stieg die Mannschaft mit den Trainern Andy Egli, Walter Pradt und Stefan Kuntz in dieser Saison ab.
Rechner schloss sich dem aufstrebenden Regionalligisten FC Sachsen Leipzig an. Für Leipzig spielte er 25 Mal, unter anderem eröffnete Rechner mit seinem Team das dortige, neugebaute Zentralstadion (für die WM 2006) vor 28 000 Zuschauern gegen Borussia Dortmund.
2004 entschloss sich Rechner, seine Profikarriere zu beenden. Er startete ein Sportwissenschaftsstudium an der Ruprecht-Karls-Universität Heidelberg. Parallel spielte er unter anderem bei 1. FC Schweinfurt 05, dem SV Waldhof Mannheim sowie zum Ende beim FC Zuzenhausen. Er schloss sein Studium mit seiner Magisterarbeit „Das Anforderungsprofil und die moderne Trainingsmethodik des Fußballtorwarts“ ab.

## Karriere als Trainer
Im Jahr 2008 begann er bei der TSG 1899 Hoffenheim als Koordinator Torwartspiel, wo er bis Anfang Februar 2023 für den gesamten Torwartbereich verantwortlich war. Rechners Aufgabenbereiche beinhalteten dort die Konzeption, die Ausbildung sowie das Scouting der Torhüter. Die Torhüter der U23 und U19 trainierte er bis Ende 2014 selbst. Seit Januar 2015 war Rechner im Profibereich für das Torwartspiel hauptverantwortlich und leitete auch das Torwarttraining des Bundesligateams. 
Seit Rechner in Verantwortung war, spielte Oliver Baumann ununterbrochen und unangefochten als Nr. 1 beim deutschen Bundesligisten. 2020 wurde Baumann erstmals in den Kreis der deutschen A-Nationalmannschaft eingeladen. Zudem erwirtschaftete die TSG Hoffenheim durch die Verkäufe der Torhüter Koen Casteels (VfL Wolfsburg), Marvin Schwäbe (Brøndby IF) und Gregor Kobel (VfB Stuttgart) Millionen-Erlöse. Die Torwarttrainer Steffen Krebs (VfB Stuttgart), Marjan Petković (TSG Hoffenheim), Fabian Otte (Tottenham Hotspur), Dennis Neudahm (1. FC Nürnberg) und Alexander Stolz fanden ebenfalls den Weg über die TSG Hoffenheim in den Profibereich.
Am 8. Februar 2023 wechselte Rechner als Torwarttrainer zum FC Bayern München. Er trat dort die Nachfolge von Toni Tapalović an. 
Von Oktober 2021 bis zum Beginn seines Engagements beim FC Bayern München war Rechner unter Cheftrainer Stefan Kuntz parallel zu seiner Tätigkeit bei der TSG 1899 Hoffenheim auch Torwarttrainer der türkischen A-Nationalmannschaft.
Rechner ist zudem in Besitz der UEFA-Trainer-A-Lizenz. 2016/17 nahm er am DFB-Pilotprojekt „UEFA-Goalkeeping A-Licence“ teil. Von 2009 bis 2018 war Rechner Ausbilder für Torwarttraining beim Badischen Fußballverband sowie seit 2010 Referent beim Deutschen Fußball-Bund. Inzwischen hält er weltweit Vorträge über das Torwartspiel.
2011 startete Rechner sein Projekt „Goalkeeping Development“ mit der Entwicklung einer torwartspezifischen Software. Diese wurde 2015 in den Markt eingeführt und wird bei zahlreichen nationalen und internationalen Profivereinen sowie von vielen Amateur- und Jugendtorwarttrainern eingesetzt. 2017 gründete er die Goalkeeping Development GmbH mit vielen weiteren Angeboten im Bereich des Torwartspiels.

## Publikationen
- 2008: Gelb oder kein Gelb? Persönliche Verwarnungen im Fußball als Kalibrierungsproblem (in: „Zeitschrift für Sportpsychologie“, 01 / 2008)[2]
- 2010: Das Anforderungsprofil und die moderne Trainingsmethodik des Fußballtorwarts (in: „Leistungssport“, 04 / 2010)